# Anorrhinus galeritus

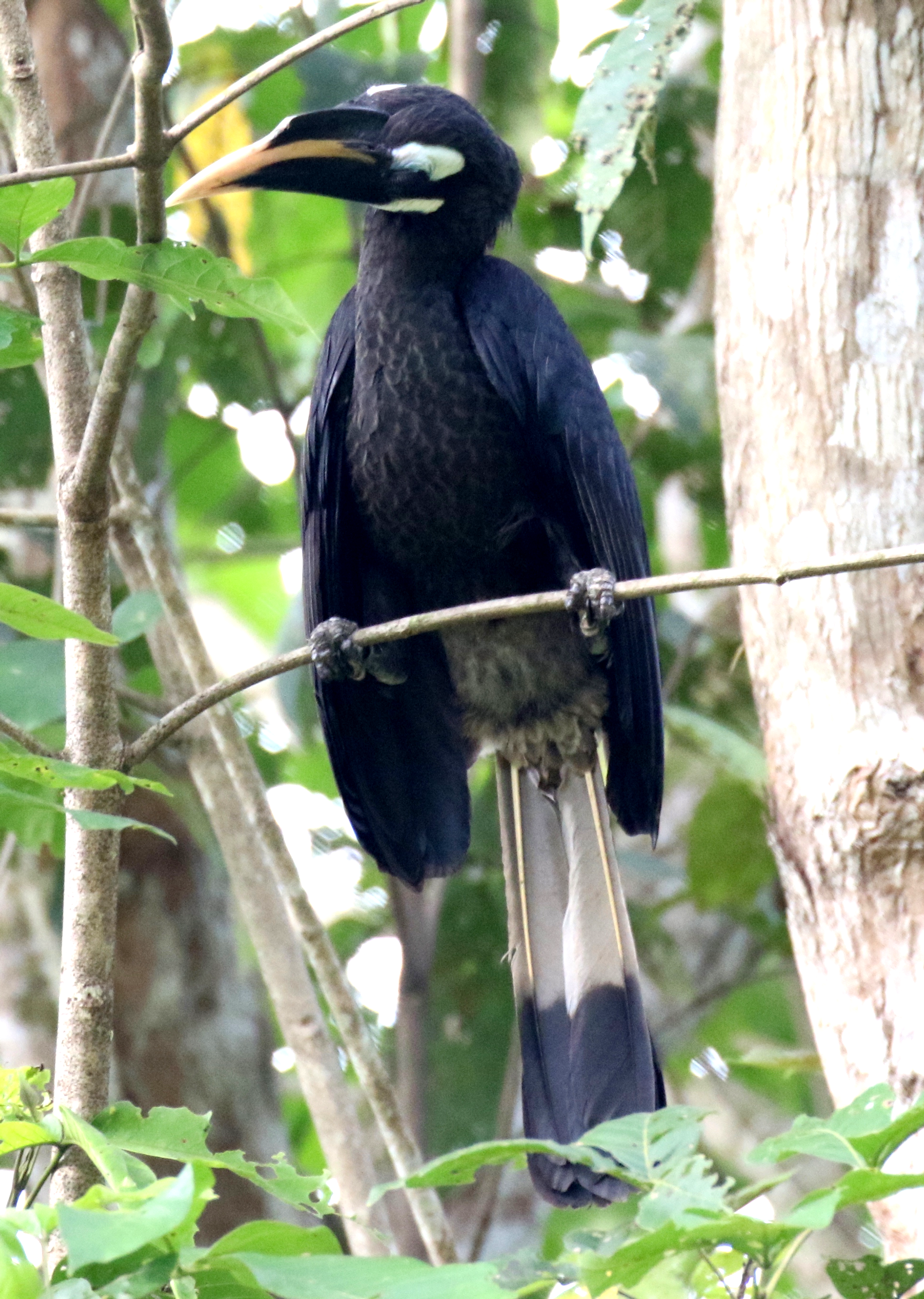
Un esemplare nel Sabah (Borneo).

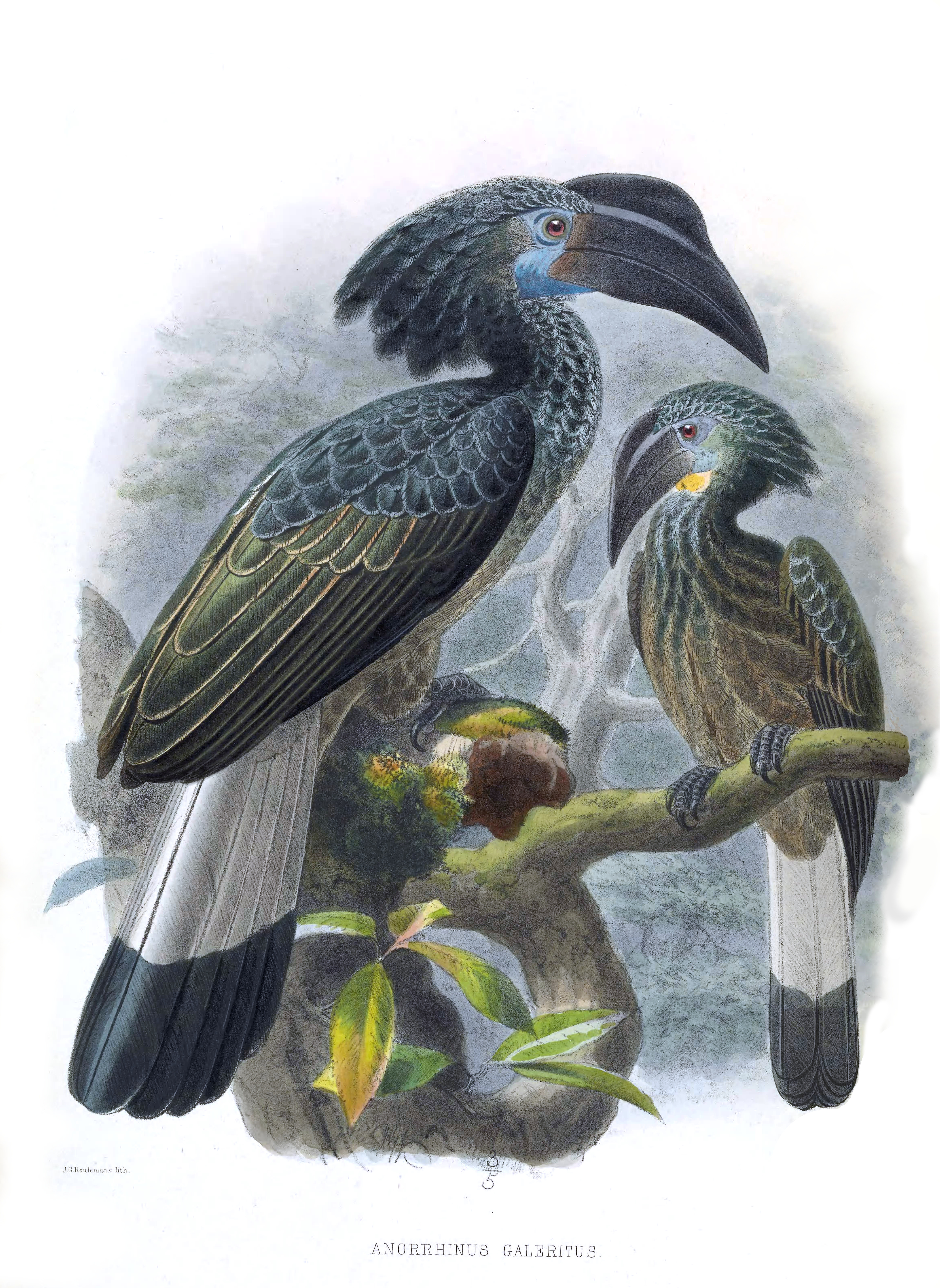
La specie in un disegno di Daniel Giraud Elliot.

Il bucero dalla lunga cresta (Anorrhinus galeritus (Temminck, 1831)) è un uccello della famiglia dei Bucerotidi originario del Sud-est asiatico.

## Descrizione

### Dimensioni
Misura 65–70 cm di lunghezza, per un peso di 1134-1247 g.

### Aspetto
Il casco del bucero dalla lunga cresta ha una forma molto particolare. Inizia a metà della mascella, sale gradualmente descrivendo una curva circolare e poi scende sulla parte superiore del cranio. Nel maschio la pelle orbitale, le guance e la gola sono di colore blu chiaro. La testa è ricoperta da una lunga cresta cespugliosa verde scuro. Anche la parte posteriore del collo e la mantellina sono di colore verde scuro con i margini chiari. Le copritrici secondarie sono di colore verde bronzeo con evidenti bordi biancastri. Il resto del corpo è marrone chiaro, in quanto la maggior parte delle piume è bordata di camoscio. La coda è bianco-bluastra per i due terzi della sua lunghezza. La parte terminale è verde scuro. Il becco, le zampe, i piedi e le unghie sono neri. L'iride è rossa, il sopracciglio macchiato di nero e di bianco.
La femmina è praticamente identica al maschio, tranne per due dettagli: il casco più corto e meno bombato e la pelle nuda sulla gola di colore giallo.

### Voce
I buceri dalla lunga cresta sono degli uccelli molto rumorosi. I loro richiami servono a segnalare il possesso del territorio o a comunicare tra i vari membri del gruppo quando si alimentano sugli alberi. Il richiamo emesso più di frequente ricorda quello del bucero orientale (Anthracoceros albirostris). Come quest'ultimo, continuano ad emetterlo facendo brevi pause e non cessano di produrlo fino a quando non rimangono appollaiati.

## Biologia
Il bucero dalla lunga cresta è un uccello gregario. Va in cerca di cibo in gruppi di 6-10 individui, raramente 20, volando al di sotto della volta della foresta ed effettuando brevi visite agli alberi. Questi gruppi si dividono in unità più piccole quando le risorse vengono a mancare. Altri gruppi si possono creare anche per mettere in atto una dimostrazione di forza nel caso vi sia da cacciare dei concorrenti, soprattutto altre specie di buceri che si avvicinano agli alberi da frutto. La caccia ai piccoli animali occupa circa il 25% della giornata del bucero, durante il quale fruga nel fogliame, sotto la corteccia o nelle capsule dei vegetali. I membri del gruppo uniscono spesso le loro forze quando si tratta di inseguire una preda più agile.
I buceri dalla lunga cresta sono uccelli estremamente prudenti molto difficili da avvicinare. Non volano mai in un gruppo compatto, ma in fila indiana, l'uno dietro l'altro. Quando lasciano un albero, una sorta di concerto borbottante sembra dare il segnale di partenza. Poco dopo essere stato emesso, un uccello si alza in volo, seguito quasi immediatamente da un altro, e così via fino a quando l'intero gruppo non si è alzato. A differenza di altri grandi buceri, i buceri dalla lunga cresta hanno un volo quasi silenzioso, costituito da un'alternanza di battiti rapidi e di voli planati.

### Alimentazione
Il bucero dalla lunga cresta è prevalentemente frugivoro, ma mangia anche cicale, altri insetti, lucertole e rane. Si nutre principalmente di frutti ricchi di lipidi appartenenti a più di 30 specie diverse, per lo più Meliacee, Miristicacee e soprattutto fichi, che costituiscono quasi il 10% della sua dieta.

### Riproduzione
Questa specie può riprodursi in qualsiasi periodo dell'anno, basta che il cibo sia abbondante. A seconda della disponibilità delle risorse arriva a deporre due covate all'anno o solamente una covata ogni due anni. La riproduzione è di tipo cooperativo, in quanto la coppia riceve l'aiuto di numerosi assistenti. L'intero gruppo si appollaia sullo stesso albero, lanciando grida per segnalare il possesso del territorio e assistendo la coppia nidificante in tutti i compiti, costruendo il nido, sigillando l'entrata e nutrendo i piccoli. Si riproduce solo la coppia nidificante e gli assistenti sono principalmente maschi. Il nido è situato in una cavità naturale tra 10 e 25 metri di altezza dal suolo. La nidiata comprende 2 o 3 uova che vengono incubate per circa 30 giorni. I pulcini, che nascono nudi, hanno la pelle di colore rosa opaco. Durante la sua segregazione all'interno del tronco, la femmina muta sia le remiganti che le timoniere, il che la rende temporaneamente incapace di volare. La femmina e i giovani vengono nutriti da tutto il gruppo, quasi sempre con cibo rigurgitato. I giovani lasciano il nido nel giro di 60 giorni. Sono preceduti dalla femmina, che emerge dalla cavità una settimana prima. Una volta liberi, i giovani rimangono con il gruppo familiare per almeno 5 mesi.

## Distribuzione e habitat
I buceri dalla lunga cresta sono originari del Sud-est asiatico. Il loro areale si estende a tutta la penisola malese, comprese le regioni meridionali di Myanmar e Thailandia, e alle isole indonesiane di Sumatra, Natuna e Borneo. Frequentano le foreste sempreverdi fino a 1800 metri di quota, ma mostrano una chiara preferenza per le fitte foreste situate sui versanti delle colline fino a 750 metri. Tuttavia, sono abbastanza capaci di sopravvivere e riprodursi in aree boschive che hanno subito degrado o abbattimenti selettivi.